# Кислий Федір Степанович
Федір Степанович Кислий (5 травня 1935, село Мала Олександрівка Бориспільського району Київської області — 16 січня 1998) — український науковець, літературознавець, прозаїк.

## Життєпис
Народився у селянській родині. Середню школу закінчив у в селі Мала Олександрівка, там же працював у колгоспі.
У 1957—1962 студент філологічного факультету Київського державного університету імені Тараса Шевченка. В студентські роки захопився науково-пошуковою роботою, керував експедицією студентів шевченківськими місцями.
З 1962 – вчитель української мови та літератури, з 1965 — заступник директора з навчальної роботи в середній школі № 113 м. Києва.
З 1968 — інспектор-методист програмно-методичного управління Міністерства освіти УРСР. У цьому ж році заочно закінчив аспірантуру при КДУ ім. Т. Г. Шевченка.
1972—1974 — директор середньої школи № 189 м. Києва,
1974—1976 — заступник директора середньої школи № 204 м. Києва,
1976—1977 — старший науковий редактор видавництва «Радянська школа», 1977—1983 — заступник головного редактора, а з 1983 по 1985 — головний редактор цього ж видавництва.
У 1985 за станом здоров'я перейшов на посаду завідувача редакції української літератури, де працював до 1989 р.
У 1985 зарахований на посаду старшого викладача кафедри української літератури філологічного факультету КДУ ім. Т. Г. Шевченка.
У кандидатській дисертації «Формування комуністичної моралі в учнів старших класів у процесі вивчення української радянської прози» Ф. С. Кислий головну увагу дослідження зосередив на проблемі виховання через працю, переконливо довівши, що пошукова робота сприяє глибшому проникненню учнів у тканину художнього твору.
1990—1992 — заступник директора з наукової роботи Інституту українознавства КДУ ім. Т. Г. Шевченка.
З 1993 — доцент кафедри історії української літератури філологічного факультету університету.
Похований на малій батьківщині — у селі Мала Олександрівка.

## Творчість
Друкуватися почав із 1960. Має понад 100 публікацій, серед яких посібники, програми, навчально-методичні праці, статті. 
Видав книги:
- «Вивчення творчості Юрія Яновського в школі» (1972),
- «Вивчення байки в школі» (1982), Упорядкував:
- збірник літературно-критичних статей про Т. Г. Шевченка «Вогненне слово Кобзаря» (1984),
- хрестоматію «Героїчний епос українського народу» (у співавторстві, 1993),

Співавтор посібників:
- «Українська література. Посібник для підготовчих факультетів університетів» (1983),
- «Українська література. Посібник для старшокласників і абітурієнтів» (1996),
- «Українська література у портретах і довідках: Давня література — література XIX ст.» (2000),

Співавтор хрестоматії «Живиця» (1998).
Проводив дослідження з шевченкознавства, є автором літературознавчих статей про М. Костомарова, Г. Сковороду, М. Старицького, Лесю Українку, П. Тичину, В. Сосюру, І. Багряного, Д. Павличка, сучасний біографічний роман, з методики вивчення літератури.
Останні роки життя працював над докторською дисертацією «М. І. Костомаров у контексті української науки другої половини XIX ст.». Підготував до друку дві книги з теми і планував захистити її в 1998 році.
У 2013 у першому випуску краєзнавчого альманаху «Бориспільський край» вперше надруковано роман Федора Кислого «Білі журавлі над Альтою», над яким автор працював протягом дванадцяти років (1974—1986).

## Відзнаки
Нагороджений знаком «Відмінник народної освіти УРСР», медалями «А. С. Макаренко», «Ветеран праці».